# زر صندوق جويندي (رواية)

زر صندوق جويندي (ستيفن كينج وريتشارد شيزمار) 2017

زر صندوق جويندي (بالإنجليزية: Gwendy's Button Box) رواية كتبها ستيفن كينج وريتشارد شيزمار  (كاتب أمريكي وناشر ومحرر مجلة رقصة المقبرة). أعلن عنها لأول مرة في المجلة الشهرية الأمريكية «انترتينمنت ويكلي» في 28 فبراير 2017. صدرت الرواية على غلاف مقوى في 16 مايو 2017، وعلى غلاف ورقي في 31 أكتوبر 2017. إنه الكتاب السبعون لستيفن كينج، وروايته رقم 56، ورقم 49 تحت اسمه.
الرواية تتحدث عن صندوق الأزرار الذي يقدم فكرة امكانية استخدامه للخير أو الشر اعتمادًا على القصد من وراء الاستخدام. تتعلم جويندي بيترسون أيضًا أنه لا توجد أشياء تمتلك سلطة على نوايا أو أفعال الأشخاص.

## أحداث الرواية
تحاول الفتاة البدينة جويندي، ذات الأربعة عشر سنة، أن تنقص وزنها حيث الجميع في مدرستها يتنمرون بها. يظهر لها رجل أسمر يدعى فارس ويخبرها أنها لفتت انتباهه لأنها تقوم بدور نشط في تحسين نفسها. عندما يظهر لها الصندوق ذو الزر، تنجذب إليه على الفور. يصف فارس كيف توزع إحدى الرافعات حلوى الشوكولاتة لكبح شهيتها بينما توزع رافعة أخرى دولارات مورغان الفضية، وهي مكافأة مقابل الاحتفاظ بالصندوق. على الرغم من أنه لا يخبرها بالضبط بما تفعله صفوف الأزرار الموجودة على الصندوق، إلا أنه يلمح إلى أن كل واحدة منها ستلحق ضررًا كبيرًا إذا تم الضغط عليها. تتوافق بعض الأزرار مع القارات الرئيسية بينما يمثل الزر الأسود كل شيء بينما يمثل الزر الأحمر كل ما يتخيله جويندي.
تتحسن حياة جويندي في السنوات الأولى بعد أن استحوذت على صندوق الأزرار، وتستمتع بحلويات الشوكولاتة، ويبدو أنها تكبح شهيتها، تمامًا مثلما قال فارس أنهم سيفعلون ذلك. تبدأ في إنقاص الوزن وسرعان ما يتطلع إليها الأولاد لأنها جذابة بدلاً من السخرية من وزنها. وأيضاً يتوقف والدا جويندي، اللذان بدا أنهما انفصلا عن بعضهما البعض، عن شرب الكحوليات تمامًا، بل يبدو أيضًا أنهما وقعا في حب بعضهما البعض مرة أخرى.
تشعر جويندي بالخوف لأول مرة من الصندوق عندما تحلم أن صبي قد عثر على صندوقها، وضغط على الزر الأسود قبل أن تتاح لها فرصة لإيقافه. تتعرض جويندي لمضايقة فرانكي ستون، وهو صبي راح يطلق عليها أسماء وصفات ذات مرة وتخيلت أن يلف ذراعه اليسرى حتى ينكسر. بعد أسبوعين، أصيب فرانكي بحطام سيارة وكانت إحدى إصاباته في ذراعه اليسرى مكسورة. تحاول جويندي تجربة الزر الأحمر. تجد مكانًا في أمريكا الجنوبية يُقال إنه قليل الكثافة السكانية وتفكر في هذا المكان عندما تضغط على الزر. لقد شعرت بالصدمة عندما استيقظت في صباح اليوم التالي لتكتشف أن هذا هو موقع الانتحار الجماعي لجيم جونز.
تقوم أوليف، صديقة جويندي المقربة، بالانتحار، وتلوم جويندي نفسها لأنها لم تكن قريبة من صديقتها كما كانت عادتها. تستخدم جويندي الصندوق لتدمير السلالم الانتحارية التي قفز منها أوليف، ولا يخف حزن جويندي إلا عندما تلتقي بهاري وتقيم معه علاقة قصيرة. تصادف جويندي عدة حالات تعتقد فيها أن الصندوق يتصرف كما لو كان يشعر بالغيرة من علاقتها بهاري. قُتل هاري على يد فرانكي بضربة على الرأس بصندوق الأزرار أثناء مشاجرة.
تمر أربع سنوات وتتخرج جويندي من الكلية، ويأتي فارس لزيارتها ويهنئها على كونها حارسًا جيدًا للصندوق، ويشرح لها أن الأشياء السيئة التي نسبتها إلى الصندوق سببها أشخاص لديهم نوايا سيئة. تشعر بالسعادة والإحباط عندما يأخذ الصندوق ليعطيه إلى شخص جديد.

## نقد وتعليقات
كتب موقع مجلة جريم دارك: «لقد أحببت هذه القصة، أكثر من بعض القصص القصيرة والروايات القصيرة لستيفن كينج... إذا كنت تبحث عن الرهبة التي تغلب عليها الرعب مثل الإستركنين المدسوس في الحلوى، فهذه القصة تناسبك. وأقل بقليل من 30 ألف كلمة، فهي ليست ضخمة».
كتب بريان ترويت من «يو اس آيه اليوم» في 22 مايو 2017: «الكتاب يسير بخطى جيدة للغاية ومع عدم وجود الكثير من الصفحات لقلبها، فهي قراءة ممتعة لا تفقد زخمها أبدًا».
هاجم إريك ماير على موقع «آرتس هب» الكتاب وقال في 23 أكتوبر 2018: «أن القارئ الذي يأمل، أو يخشى، ليلة بلا نوم أو لحظة تقشعر لها الأبدان يحرضها الإبداع الماهر لكينج وتشيزمار، سيصاب بخيبة أمل. التشويق الناتج عن ما قد يحدث إذا وقع صندوق الأزرار في الأيدي الخطأ، أو إذا أساءت جويندي نفسها استخدامه، لا يكفي لنشر القصة أو الحفاظ على اهتمام القارئ. ياللأسف».
كتبت ليزا ليبل على موقع جريموار أوف هورور في 27 يوليو 2021: «بقصة قصيرة ومليئة بالحركة، أعتقد أن هذا كتاب سيستمتع به أي شخص. أود أن أوصي به لكل من الأشخاص الذين هم على دراية وثيقة بعمل ستيفن كينج، وللأصدقاء الجدد على هذا النوع أو لا يحبون القراءة عادةً».
منحت ماريز الكتاب خمسة نجوم من أصل خمسة نجوم وكتبت على موقعها النقدي في 30 يوليو 2017: «عندما تنظر أبعد من القصة، كما هي، تكتشف القصة الحقيقية. الصورة الأكبر. منظور آخر كامل. وهذا ما سيجعل هذا الكتاب لا يُنسى تمامًا».

## وصلات خارجية
https://stephenking.com/works/novella/gwendys-button-box.html زر صندوق جويندي (رواية)
http://www.bookrags.com/studyguide-gwendys-button-box/#gsc.tab=0 زر صندوق جويندي (رواية)
https://www.goodreads.com/book/show/34430839-gwendy-s-button-box زر صندوق جويندي (رواية)